# Berchtesgadener Becken
Das Berchtesgadener Becken ist ein alpines Becken um den Markt Berchtesgaden im äußersten Südosten von Bayern bzw. Oberbayern in der Region Berchtesgadener Land, die im Bezug zum gleichnamigen Landkreis Berchtesgadener Land auch als innerer oder südlicher Landkreis bezeichnet wird. Das Becken ist Teil einer „Beckenlandschaft“ des Berchtesgadener Kessels bzw. der geomorphologischen Einheit Berchtesgadener Talkessel innerhalb der sie nahezu vollständig umgebenden Berchtesgadener Alpen.

## Landschaft und Umgrenzung
Das Berchtesgadener Becken umfasst den namensgebenden Markt Berchtesgaden im Zentrum bis zum Nordosten nebst Anzenbach im Norden, die Gemeinde Bischofswiesen im Nordwesten nebst Strub im Westen und dem Weiler Engedey im Südwesten sowie die Gemeinde Schönau am Königssee im Süden nebst Oberschönau im Westen und Königssee im äußersten Süden, nicht aber den Königssee selber.
Das Berchtesgadener Becken ist Teil einer geologischen Beckenlandschaft, die nahezu vollständig durch die Berchtesgadener Alpen als fast allseitig geschlossene Gruppierung von Plateaugebirgen abgegrenzt wird.
In dem Becken vereinigen sich die Flusstäler der Bischofswieser Ache, die in die Ramsauer Ache mündet. Die Ramsauer Ache und die vom Königssee abfließende Königsseer Ache bilden nach ihrer Vereinigung die Berchtesgadener Ache, die im weiteren Gewässerverlauf auf österreichischem Staatsgebiet ab Grödig Königsseeache genannt wird und an ihrem Übergang die tiefste Landmarke des Beckens bildet.

## Naturräumliche Zuordnung
Das Berchtesgadener Becken und sein benachbartes, eingrenzendes Umland ist wie folgt zugeordnet:
- (zu 934.3 Berchtesgadener Alpen)
  - (zu 934.30 Breite Kerben zwischen den Hauptgruppen der Berchtesgadener Alpen)
    - 934.301 Wimbachgries
    - 934.302 Königssee-Obersee-Furche

  - (zu 934.32 Mittlere Berchtesgadener Kalkmassive)
    - 934.322 Watzmann-Massiv (bis 2713 m)
    - 934.323 Göll-Massiv (bis 2522 m)

  - 934.33 Berchtesgadener Hochgebirgslücke
    - 934.330 Ramsau und Klausbachtal
    - 934.331 Bischofswiesener Mittelgebirge (Toter Mann: 1392 m, Pfaffenbichel: 1428 m)
    - 934.332 Berchtesgadener Becken
    - 934.333 Schellenberger Mittelgebirge (Kneifelspitze: 1189 m, sonst unter 1050 m)
    - 934.334 Roßfeldkuppen (bis um 1600 m)

  - (zu 934.34 Nördliche Berchtesgadener Plateaugebirge)
    - 934.343 Untersberg (bis 1972 m)

Das Becken stößt im Osten an das Bischofswiesener Mittelgebirge, im Norden an den Untersberg, nach Nordosten an das Schellenberger Mittelgebirge, das nach Südosten in die Roßfeldkuppen übergeht. Im Südosten stößt es ans Göll-Massiv und im Süden an das des Watzmanns, dazwischen liegt die Königssee-Obersee-Furche. Sein äußerster Südwesten wird nach Westen durch Ramsau und Klausbachtal verlängert, nach Süden durch das Wimbachgries.

## Geologie
Nahezu vollständig umrahmt von den Hochgebirgsmassiven ist im Zentrum des Berchtesgadener Landes eine ausgeprägte Becken- und Tallandschaft ausgebildet, die auf das Ausstreichen weicherer triassischer bis kretazischer Gesteine zurückzuführen ist.
Die ebenen Flächen des zentralen Berchtesgadener Beckens sind in der Hauptsache durch die Flussauen der Königsseer, Ramsauer, Bischofswiesener und Berchtesgadener Ache geprägt, während die kuppigen Erhebungen im Becken durch glazial stark überprägte triassische Gesteine gebildet wurden, die teilweise von eiszeitlichem Moränenmaterial überlagert sind.